# Walerij Bure
Walerij Władimirowicz Bure (ros. Валерий Владимирович Буре; ur. 13 czerwca 1974 w Moskwie) – rosyjski hokeista, reprezentant Rosji, dwukrotny olimpijczyk.

## Życie rodzinne
Jego dziadek Walerij uprawiał piłkę wodną i był olimpijczykiem w barwach ZSRR (jego wnuka nazwano jego imieniem). Ojciec, Władimir był pływakiem, medalistą mistrzostw Europy, świata i igrzysk olimpijskich, reprezentował Związek Radziecki na trzech kolejnych olimpiadach (1968, 1972, 1976), zdobywając 4 medale. Starszy brat Walerija, Pawieł, również był hokeistą, także występował w NHL i był reprezentantem ZSRR i Rosji. Bracia występowali wspólnie krótkotrwale w CSKA w 1990 i 10 lat później w barwach Florida Panthers oraz w reprezentacji Rosji.
22 czerwca 1996 poślubił amerykańską aktorkę Candace Cameron (para poznała się podczas meczu hokejowego poprzez aktora Dave’a Couliera, który podobnie jak Cameron występował w serialu Pełna chata). Mają troje dzieci: córkę Nataszę (ur. 15 października 1998) i dwóch synów - Lwa (ur. 20 lutego 2000) i Maksima (ur. 20 czerwca 2002). Razem z żoną deklarują się jako praktykujący chrześcijanie. Rodzinnie zajmują się działalnością przedsiębiorczą w branży winiarskiej.
Jesienią 2010, w parze z byłą łyżwiarką figurową Jekatieriną Gordiejewą, wziął udział w amerykańskim programie telewizyjnym Battle of the Blades (polski odpowiednik: Gwiazdy tańczą na lodzie i w listopadzie 2010 oboje zostali zwycięzcami tej rywalizacji.

## Kariera
- CSKA Moskwa (1987–1991)
- Spokane Chiefs (1991–1994)
- Fredericton Canadiens (1994–1995)
- Montreal Canadiens (1995–1998)
- Calgary Flames (1998–2001)
- Florida Panthers (2001–2003)
- St. Louis Blues (2003)
- Florida Panthers (2003–2004)
- Dallas Stars (2004)

Wychowanek CSKA Moskwa, w barwach którego występował krótkotrwale. Po upadku ZSRR, latem 1991 wyjechał do Kanady (tak samo jak brat Pawieł) i początkowo grał w rozgrywkach juniorskich WHL, a następnie w lidze AHL. W drafcie NHL z 1992 został wybrany przez Montreal Canadiens. W barwach tej drużyny 28 lutego 1995 zadebiutował w lidze NHL i grał przez cztery niepełne sezony. Następnie przez cztery kolejne występował w barwach innego kanadyjskiego klubu, Calgary Flames. Potem rozegrał dwa lata we Florida Panthers (tam grał w drużynie z bratem, Pawłem), a jednocześnie był przekazywany do dwóch innych zespołów NHL. Karierę zakończył w 2004.
Uczestniczył w turniejach mistrzostw świata 1994, Pucharu Świata 1996 oraz na zimowych igrzyskach olimpijskich 1998, 2002.

## Sukcesy

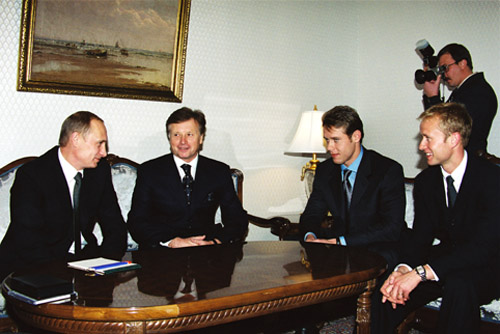
Bracia Bure na spotkaniu z Władimirem Putinem (2001). Pierwszy od prawej Walerij, drugi Pawieł

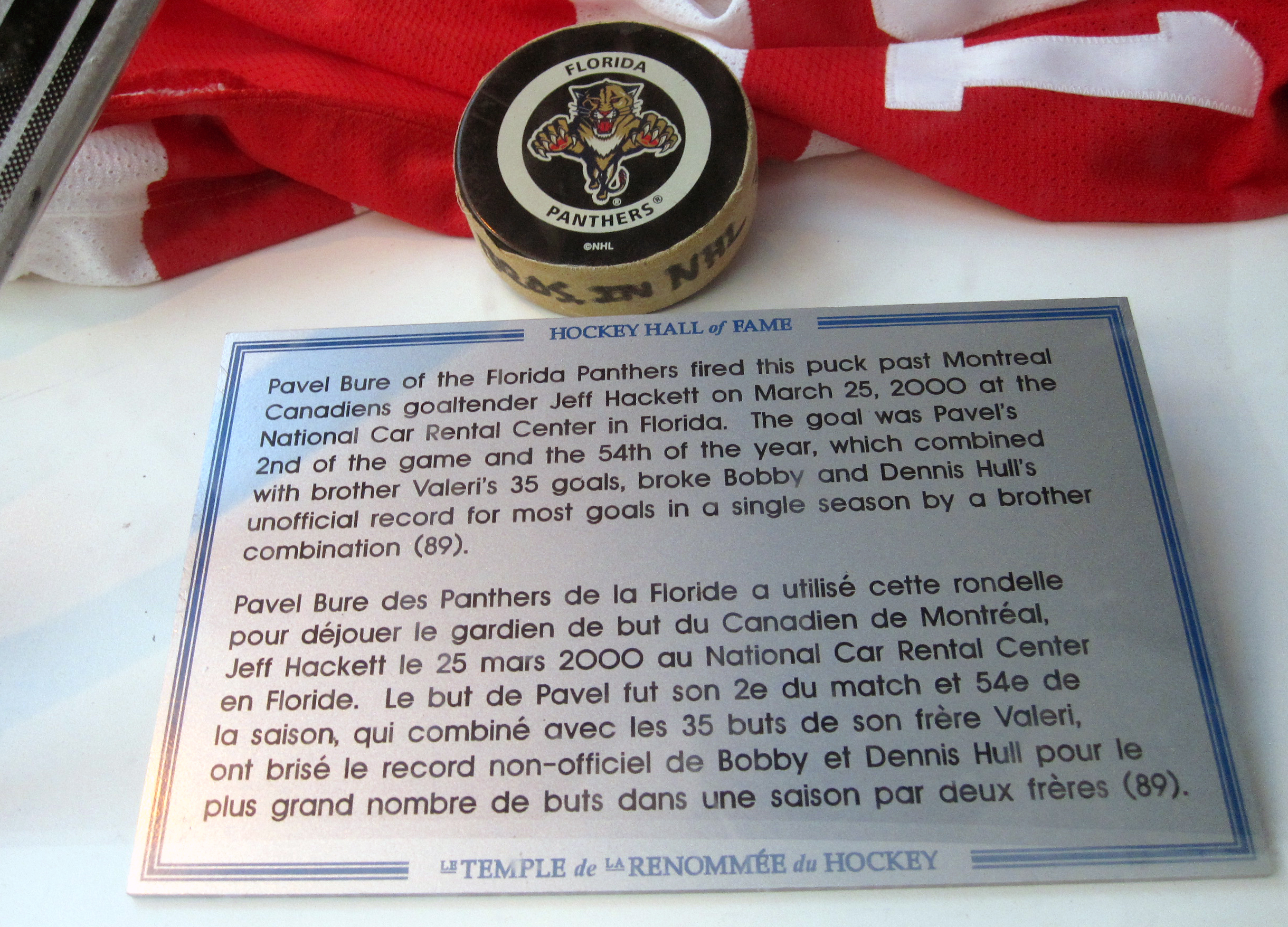
Pamiątkowy krążek za rekord strzelonych goli przez braci w 2000

Reprezentacyjne
- Brązowy medal mistrzostw świata juniorów do lat 20: 1994
- Srebrny medal zimowych igrzysk olimpijskich: 1998
- Brązowy medal zimowych igrzysk olimpijskich: 2002

Klubowe
- Złoty medal mistrzostw ZSRR: 1988, 1989 z CSKA Moskwa
- Srebrny medal mistrzostw ZSRR: 1990 z CSKA Moskwa
- Puchar ZSRR: 1988 z CSKA Moskwa
- Puchar Europy: 1988, 1989, 1990 z CSKA Moskwa
- Puchar Spenglera: 1991 z CSKA Moskwa
- Mistrz dywizji NHL: 1992, 1993 z Vancouver Canucks
- Mistrz konferencji NHL: 1994 z Vancouver Canucks
- Clarence S. Campbell Bowl: 1994 z Vancouver Canucks
- Finalista Pucharu Stanleya: 1982, 1994 z Vancouver Canucks

Indywidualne
- Mistrzostwa świata juniorów do lat 20 w 1994:
  - Skład gwiazd turnieju
- WHL 1992/1993:
  - Pierwszy skład gwiazd Zachodu
- WHL 1993/1994:
  - Drugi skład gwiazd Zachodu
- AHL 1994/1995:
  - AHL All-Star Classic
- NHL (1999/2000):
  - NHL All-Star Game

Rekord
- NHL w liczbie strzelonych goli przez braci w sezonie 1999/2000: 58 (Pawieł) i 35 (Walerij)

Wyróżnienie
- Zasłużony Mistrz Sportu Rosji w hokeju na lodzie: 1998